# Arthroleptis kutogundua
Espèce
Statut de conservation UICN

 CR B1ab(iii) : 
En danger critique
Arthroleptis kutogundua est une espèce d'amphibiens de la famille des Arthroleptidae.

## Répartition
Cette espèce est endémique de la région de Mbeya en Tanzanie. Elle se rencontre de 2 000 à 2 400 m d'altitude dans le cratère du Ngozi dans les monts Poroto.

## Publication originale
- Blackburn, 2012 : New Species of Arthroleptis (Anura: Arthroleptidae) from Ngozi Crater in the Poroto Mountains of Southwestern Tanzania. Journal of Herpetology, vol. 46, no 1, p. 129-135.